# Lucien Biart
Lucien Biart, född den 21 juni 1829, död den 18 mars 1897, var en fransk författare.
Biart kom helt ung till Amerika, sysslade med zoologiska samlingar, blev medicine doktor i Puebla och insattes i mexikanska kommissionen under kejsar Maximilians regering. Efter tjugo år återvände Biart till hemlandet och offentliggjorde i Revue des deux Mondes med flera tidskrifter intressanta reseskildringar och romaner med ämnen från Sydamerika och Mexiko. Han tecknade med mycken åskådlighet och stämning en yppigt vild urskogsnatur och främmande seder. Bland hans många arbeten kan nämnas Les mexicaines (dikter, 1853), La terre chaude (1862), La terre tempérée (1866), Benito Vasquez (1868; svensk översättning samma år), Aventures d'un jeune naturaliste (1869; illustrerad), Les clientes du docteur Bernagius (1873; svensk titel "Doktor Bernagius' skyddslingar", 1882), À travers l'Amérique (1876; prisbelönt av Franska akademien), Les explorations inconnues (3 bsnd, 1882-84) och Les aztéques (1885).